# Томас Метцингер
Томас Метцингер (нім. Thomas Metzinger, народ. 12 березня 1958 р., Франкфурт-на-Майні) — німецький філософ і професор теоретичної філософії в університеті міста Майнц. Основними областями його досліджень є філософія свідомості, методологія нейронаук та  нейроетика.

## Біографія
Метцингер вивчав філософію, етнологію і теологію в Університеті Гете у Франкфурті-на-Майні. У 1985 році він захистив там докторську дисертацію на тему «Проблема душа — тіло». 1992 року захистив ще одну працю для отримання звання доцента в Гіссенському університеті. 2000 року був запрошений на посаду професора філософії когнітивних наук Університету Оснабрюк, з якого через сім років перейшов до університету міста Майнц.
Метцингер був одним із засновників Асоціації наукового дослідження свідомості, з 1995 по 2008 рік членом його правління, а з 2009 року був призначений на посаду президента організації. З 2005 по 2007 рік був президентом німецького товариства когнітивних наук, науковим співробітником у Frankfurt Institute for Advanced Studies і членом комісії Стипендії Джоржано Бруно. У 2008-2009 роках Метцингер співпрацював із Інститутом перспективних досліджень в Берліні.

## Наукова робота
З допомогою філософських методів і методів когнітології Метцингер розвинув теорію «Я-моделі», яка пояснює цілісність і рефлексивність нашої свідомості. Частиною цієї програми є репрезентативна теорія суб'єктивності. Філософ вже багато років займається міждисциплінарним розвитком аналітичної філософії свідомості. Метцингер вважається одним із тих філософів, які особливо активно працюють з нейробіологами та когнитологами. Наприклад, він захоплено займається філософською інтерпретацією нейронних взаємодій у свідомості. Інша сфера інтересів Метцингера — прикладна етика. У цій сфері він намагається застосувати результати антропологічних досліджень і філософії свідомості до теоретичних дебатів про мораль. Так, під його керівництвом виник двомовний портал з нейроетики, що містить спеціалізовану бібліографію. Метцингер є так само координатором дослідницької групи, яка займається так званим когнітивним ретранслятором (Cognitive Enhancers).

## Твори
Монографії
- (1985) Нові доповіді про проблему душі-тіла." Peter Lang, Франкфурт-на-Майні, ISBN 3820489274
- (1993) Суб'єкт і «Я»-модель Перспективність феноменального свідомості у світлі натуралістичної теорії ментальної репрезентації. mentis, Падеборн, ISBN 3897850818
- (2003) Бути ніким. Теорія суб'єктивності і «Я»-моделі. MIT Press, cambridge, MA., ISBN 0262134179 (Hardcover)/ISBN 0262633086 (Paperback)
- (2009) Его тунель — наука про свідомість і міф про самого себе Basic Books, Нью-Йорк, ISBN 0465045677

Видання
- (1995) Свідомість — доповіді з сучасної філософії., Paderborn, mentis, Падеборн, ISBN 3897850125
- (1995) Свідоме переживання.. Imprint Academic, Thorverton und mentis, Падеборн, ISBN 090784510X (Hardcover)
- (2000) Нейронні взаємодії у свідомості — Емпіричні й концептуальні питання. MIT Press, cambridge, MA., ISBN 0262133709 (Hardcover)
- (2006) Основний курс філософії свідомості — Том 1: Феноменальне свідомість mentis, Падеборн, ISBN 3897855518
- (2007) Основний курс філософії свідомості — Том 2: Проблема душі і тіла mentis, Падеборн, ISBN 3897855526

DVD
- (2009) Філософія свідомості (5 DVD) - 15 лекцій в Університеті Йоханнеса Гутенберга (університеті Майнца), семестр 2007/2008